# Rafael González Tovar
Rafael González Tovar, né le 30 août 1953, est un homme politique espagnol membre du Parti socialiste ouvrier espagnol (PSOE).
Il est secrétaire général de la fédération socialiste de la région de Murcie entre 2012 et 2017.

## Biographie

### Vie privée
Il est le père de María González Veracruz également membre du PSOE.

### Profession
Rafael González Tovar est titulaire d'une licence en médecine et chirurgie. Il est médecin au service sanitaire de la région de Murcie.

### Carrière politique
Il est conseiller municipal de Blanca de 1987 à 1991. De 1999 à 2003, il est député à l'Assemblée régionale de Murcie puis de 2003 à 2007, conseiller municipal de Murcie.
En 2008, il est nommé délégué du gouvernement dans la région de Murcie par le président José Luis Rodríguez Zapatero et le reste jusqu'en 2011.
En 2012, il est élu secrétaire général de la fédération socialiste de la région de Murcie et succède à Pedro Saura García. En 2014, il remporte les primaires et devient candidat à la présidence de la région de Murcie pour le PSOE. Cependant, Pedro Antonio Sánchez gagne les élections et devient président de la communauté autonome.
Le 24 mars 2017, il est proposé par le groupe parlementaire socialiste à l'Assemblée régionale de Murcie pour devenir président de la région de Murcie dans le cadre d'une motion de censure présentée à l'encontre de Pedro Antonio Sánchez. Le 4 avril 2017, la motion est retirée à la suite de la démission de Sánchez.